# Olga (película)
Olga es una película brasileña dirigida por Jayme Monjardim. Fue propuesta por Brasil como Mejor película extranjera para la septuagésima séptima edición de los Premios de la Academia, mas no fue aceptada.
Fue producida por Nexus Cinema en conjunto con Globo Filmes y Lumiere. La película fue vista por más de tres millones de espectadores y ganó más de 20 premios tanto internacionales como en Brasil. La popular modelo Caroline Bittencourt hace una aparición especial en la película.

## Sinopsis
La película relata la vida de Olga Benario Prestes, una alemana judía y activista comunista desde su juventud, Olga es perseguida por la policía alemana por lo que huye a Moscú, donde se somete a un entrenamiento militar. Posteriormente se le encarga escoltar a Luís Carlos Prestes hasta Brasil para dirigir la insurrección comunista de 1935, en el viaje Olga y Luis terminan enamorándose. Con el fracaso de la Revolución, Olga es arrestada con siete meses de embarazo junto con Luís. Olga es deportada por el Gobierno del Presidente Vargas a la Alemania nazi, donde da a luz a su hija Anita Leocádia en la cárcel. Separada de su hija, Olga es enviada al campo de concentración de Ravensbrück.

## Reparto
| Actor                 | Papel                 |
| --------------------- | --------------------- |
| Camila Morgado        | Olga Benário Prestes  |
| Renata Jesion         | Elise Ewert Sabo      |
| Caco Ciocler          | Luís Carlos Prestes   |
| Osmar Prado           | Getúlio Vargas        |
| Floriano Peixoto      | Filinto Müller        |
| Fernanda Montenegro   | Dona Leocádia Prestes |
| Luís Melo             | Léo Benário           |
| Anderson Müller       | Paul Gruber           |
| Murilo Rosa           | Estevan               |
| Werner Schünemann     | Arthur Ewert          |
| Guilherme Weber       | Otto Braun            |
| Mariana Lima          | Lígia Prestes         |
| Eliane Giardini       | Eugénie Benário       |
| Jandira Martini       | Sarah                 |
| Milena Toscano        | Hannah                |
| Klaus Couto           | Adolf Hitler          |
| Odilon Wagner         | Capitán del navío     |
| Eliana Guttman        | Enfermera en jefe     |
| Ranieri Gonzalez      | Miranda               |
| Raul Serrador         | Rodolfo Ghioldi       |
| Bruno Dayrrel         | Victor Barron         |
| Gilles Gwizdek        | Leon Julles Valee     |
| Hélio Ribeiro         | Padre Leopoldo        |
| Edgard Amorim         | Agildo Barata         |
| Zé Carlos Machado     | Ministro da Guerra    |
| José Dumont           | Manuel                |
| Pascoal da Conceição  | Dimitri Manuilski     |
| Sabrina Greve         | Elza Colônio          |
| Maria Clara Fernandes | Carmem                |
| Leona Cavalli         | Maria                 |
| Eduardo Semerjian     | Galvão                |
| Thelmo Fernandes      | Bangu                 |
| Tadeu di Pietro       | Juiz                  |
| Ricardo Rathsam       | Jovem Alemão          |
| Isabela Coimbra       | Olga Benário Criança  |